# Trisha Donnelly
Trisha Donnelly est une artiste américaine née en 1974 à San Francisco.

## Biographie
Elle est née à San Francisco en 1974,. Elle étudie à l'université de Californie et à la Yale School of Art.ro
En 2002, elle expose pour la première fois à Air de Paris. En 2013, elle participe à la 55e Biennale de Venise intitulée : The Encyclopedic Palace et en 2011 à la 54e biennale de Venise intitulée : ILLUMInations.
En 2012, elle expose à documenta XI à Cassel. La même année, elle est invitée pour le dixième Artist's Choice à organiser use exposition en sélectionnant des œuvres parmi la prestigieuse collection du Museum of Modern Art,.
Le critique d’art Martin Herbert la cite, dans son ouvrage Tell Them I Said No, publié en 2016, parmi des « artistes s’étant retirés du monde de l’art ou ayant adopté une position antagoniste vis-à-vis de ses mécanismes », et notamment des mécanismes d’auto-promotion de ce monde de l'art. Le titre de l’ouvrage correspond d’ailleurs à une réponse qu’il a reçu de la Sepentine, où elle devait exposer, sur différentes questions qu’il leur avait fait transmettre,. Elle est absente des réseaux sociaux et ne répond qu’exceptionnellement aux demandes d’entretiens. Ses créations comportent des dessins, des sculptures (telles des blocs de pierre en marbre italien ouvragés de stries et de reliefs, évoquant des vestiges archéologiques), des photographies, des vidéos, des événements (elle n’utilise pas le terme de performance artistique,.
Elle réside à l’Atelier Calder à Saché de septembre à décembre 2016,.

## Expositions personnelles (sélection)
2017
- Palais de Tokyo, Paris

2016
- En résidence à l'Atelier Calder, Saché[8]
- Secession, Vienne
- Villa Serralves, Porto

2015
- Number Ten : Trisha Donnelly, Julia Stoschek Collection, Düsseldorf
- Air de Paris, Paris

2014
- Serpentine Gallery, Londres

2013
- Artist's Choice, Museum of Modern Art, New York, USA (2013)[3]
- New Work: Trisha Donnelly, Musée d'Art moderne de San Francisco, San Francisco
- Galerie Eva Presenhuber, Zurich

2010
- Air de Paris, Paris
- Casey Kaplan, New York
- Portikus, Francfort-sur-le-Main
- Center for Contemporary Art, CCC Kitakyushu, Kitakyushu

2009
- MAMbo- Museo d’Arte Moderna, Bologne

2008
- Centre d’Édition Contemporaine, Genève
- Institute of Contemporary Art, Philadelphie
- Eva Presenhuber, Zurich
- The Douglas Hyde Museum, Dublin
- The Renaissance Society at The University of Chicago, Chicago, Illinois

2007
- Modern Art Oxford, Oxford
- Casey Kaplan, New York

2006
- Special Project Portikus, Francfort-sur-le-Main
- Air de Paris, Paris

2005
- Kölnischer Kunstverein, Cologne
- Kunsthalle Zürich
- Art Pace, San Antonio

2004
- Casey Kaplan, New York
- The Wrong Gallery, New York

2003
- Art Positions, Art Miami Beach

2002
- Casey Kaplan, New York
- Air de Paris, Paris

### Expositions collectives (sélection)
2018
- Participation à l'exposition Jay Defeo : The Ripple Effect, Le Consortium[9]

2011-2013
- Biennale de Venise[10]

2012
- Documenta 13[10]

## Collections publiques (sélection)
- Tate[11]
- Walker Art Center[12]

### Récompenses
2012
- Faber Castell Drawing Award, Nuremberg

2011
- Finaliste du Hugo Boss Prize, Solomon R. Guggenheim Foundation, New York
- Sharjah Biennial 10 Primary Prize, United Arab Emirates

2010
- Rob Pruitt's Art Awards: Best Solo Show of the Year, Gallery Casey Kaplan, New York
- Prix de la Fondation Luma, Arles, France

2004
- Central-Kunstpreis, Cologne, Allemagne